# Бовина (Тексас)
Бовина (енгл. Bovina) град је у америчкој савезној држави Тексас. По попису становништва из 2010. у њему је живело 1.868 становника.

## Демографија
Према попису становништва из 2010. у граду је живело 1.868 становника, што је 6 (0,3%) становника мање него 2000. године.
| Група             | 2000.         | 2010.         |
| Белци             | 479 (25,6%)   | 310 (16,6%)   |
| Афроамериканци    | 23 (1,2%)     | 18 (1,0%)     |
| Азијати           | 0 (0,0%)      | 4 (0,2%)      |
| Хиспаноамериканци | 1.353 (72,2%) | 1.537 (82,3%) |
| Укупно            | 1.874         | 1.868         |